# 阿蘭陀通詞
阿蘭陀通詞（オランダ通詞、おらんだつうじ）とは、江戸時代に、長崎に置かれたオランダとの折衝にあたったオランダ語の通訳。蘭通詞（らんつうじ）とも言う。一般的に「通詞」とは蘭通詞を指すが、中国語の通訳である唐通事は単に「通事」とも表現され、通詞とは漢字の書き分けがなされた。但し、表記ゆれあるいは単なる誤記で「唐通詞」という表現もみられる。

## 概説
1543年（天文12年）、ポルトガル人が種子島に漂着して以来、日本においてポルトガルとの交易が盛んに行われたが、特に1570年（元亀元年）以降、長崎はポルトガル貿易の一大貿易港となった。一方で、オランダとの貿易は1600年（慶長5年）にオランダ商船デ・リーフデ号が豊後の臼杵沖に漂着したことに始まり、1609年（慶長14年）に平戸にオランダ商館を設置することが許されると、それ以後、貿易が活発化していった。こうして平戸にオランダとの貿易事務において通訳と税関吏とを兼ねた役人としてオランダ語の通訳として南蛮通詞が置かれた。
オランダが日本に進出した当時は、依然としてポルトガルが市場を独占しており、商業用語の主流はポルトガル語であったことから、ポルトガルの貿易港である長崎にもポルトガル語の通詞として南蛮通詞が多くいた。
平戸における通訳も、長崎の通訳も、オランダ語とポルトガル語を使い分けたようだが、その当時はどちらも南蛮通詞と呼ばれた。
その後、ポルトガルとの交易が禁止され、1641年（寛永18年）に、オランダ商館が平戸から長崎の出島に移されると、平戸のオランダ商館に務めていた南蛮通詞たちも、長崎に移住することとなり、阿蘭陀（オランダ）通詞を呼ばれるようになり、長崎の地役人の組織に組み込まれて、その性格も大きく変貌していくこととなった。また、オランダとの交易が主流になる中、長崎にいたポルトガル語の通詞（南蛮通詞）たちも、オランダ通詞へ転じることとなった。
1696年（元禄9年）には、オランダ通詞目付が置かれ階級、組織が整備されていき、稽古通詞、小通詞、大通詞の順に昇進する制度となり、後には細分化されて13-14段階となり、1人の目付の下に大通詞、小通詞、小通詞助、小通詞並、小通詞末席、稽古通詞、内通詞などがそれぞれ若干名ずつ置かれた。通詞は世襲制度で、名村、楢林、西、志筑、吉雄、本木などの30諸家がある。
当初は、オランダ通詞たちは洋書を読むことは禁じられ通訳、通商業務だけに限られていたが、享保年間 （1716年-1736年）ごろになると規制が緩和されて、 オランダ商館の医師の元で、西洋の諸科学の知識を得て、洋学輸入の先駆者として洋書の翻訳を行ったり、蘭学者として蘭学研究に従事するものもいた。
通詞会所は出島内に置かれ、当番1-2名が昼夜詰める体制が敷かれていた。また、江戸番通詞はオランダ商館長の参府に同行する務めを行った。通詞の役料（給料）はそれほど多くなかったが、輸入品の仲介によって多額の収入を得ていた。
幕末には、通詞の総数は約140人に達した。

## 主な阿蘭陀通詞
- 西玄甫
- 名村元武
- 本木昌左衛門
- 名村元義
- 西成量
- 名村常之助
- 森山栄之助（ペリー来航の際の通訳者）
- 堀達之助（ペリー来航の際の通訳者）
- 西成度